# José Hermano Saraiva
José Hermano Baptista Saraiva (Leiría, Portugal, 3 de octubre de 1919 — Setúbal, Portugal, 20 de julio de 2012) fue un conocido historiador portugués. Fue ministro de Educación Nacional entre 1968 y 1970, durante la dictadura de António de Oliveira Salazar, así como embajador en Brasil entre 1972 y 1974.

## Trayectoria
Formado en Derecho y Ciencias Histórico Filosóficas, José Hermano Saraiva fue abogado, profesor de enseñanza secundaria y Rector del Instituto D. João de Castro.
Ejerció cargos políticos importantes en distintos órganos del estado en los gobiernos de la dictadura. Fue diputado de la Asamblea de la República de Portugal y procurador de la Cámara Corporativa.
Catedrático de Ciencias Sociales y Política Ultramarina de la Universidad Técnica de Lisboa (1962/1963) y profesor titular de la Escuela Superior de Policía y de la Universidad Autónoma de Lisboa.
Fue especialista en Historia de Portugal aunque también ha escrito sobre España. Perteneció a la Academia de las Ciencias de Lisboa, Academia Portuguesa de la Historia, Academia de la Armada, y al Instituto Histórico de São Paulo, en Brasil. 
Popularmente fue conocido por sus programas televisivos sobre Cultura y Historia de Portugal.
Fue distinguido en Portugal con la gran cruz de la Instrucción Pública, la Gran-Cruz del Mérito, la encomienda de la Orden de Nuestra Señora de la Concepción de Villaviciosa, y en Brasil con la gran cruz de la Orden del Río Blanco.
Fue hermano de António José Saraiva y tío de José António Saraiva (arquitecto y periodista).

## Obras
Tal y como figura en el artículo de la versión en portugués.
Orações académicas editadas pela Academia das Ciências de Lisboa:
- Testemunho Social e Condenação de Gil Vicente (1976);
- A Revolução de Fernão Lopes (1977);
- Elementos para uma nova biografia de Camões (1978);
- Proposta de uma Cronología para a lírica de Camões (1981-82):
- Evocação de António Cândido (1988);
- No Centenário de Simão Bolívar (1984);
- A crise geral e a Aljubarrota de Froyssart (1988).

Trabalhos pedagógicos:
- Notas para uma didáctica assistencial (1964);
- Aos Estudantes (1969);
- Aspirações e contradições da Pedagogia contemporânea (1970);
- A Pedagogia do Livro (1972);
- O Futuro da Pedagogia (1974).

Trabalhos jurídicos:
- O problema do Contrato (1949);
- A revisão constitucional e a eleição do Chefe do Estado (1959);
- Non-self-governing territories and The United Nation Charter (1960);
- Lições de Introdução ao Direito (1962-63);
- A Crise do Direito (1964);
- Apostilha Crítica ao Projecto do Código Civil (1966);
- A Lei e o Direito (1967).

Trabalhos históricos:
- Uma carta do Infante D. Henrique (1948);
- As razões de um Centenário (1954);
- História Concisa de Portugal (1978), traducida al español, italiano, alemán, búlgaro y chino —la edición española lleva por título Historia de Portugal (Madrid, Alianza Editorial, 1989)—;
- História de Portugal, 3 Vols – Direcção e co-autoría (1981);
- O Tempo e a Alma, 2 Vols (1986);
- Breve História de Portugal (1996);
- Portugal – Os Últimos 100 anos (1996);
- Portugal – a Companion History (1997);

Para uma História do Povo Português:
- Outras maneiras de ver (1979);
- Vida Ignorada de Camões (1980);
- Raiz madrugada (1981);
- Ditos Portugueses dignos de memória (1994);
- A memória das Cidades (1999).

## Programas televisivos
- Serie: O Tempo e a Alma (RTP, 1972)
- Serie: Horizontes da Memória (RTP, 1996)
- Serie: A Alma e a Gente (RTP)